# كورادو بوم
كورادو بوم (بالإيطالية: Corrado Böhm) كان عالم حاسوب إيطاليًا وأستاذًا فخريًا في جامعة روما "لا سابينزا"، وُلد في 17 يناير 1923 وتوفي في 23 أكتوبر 2017. عُرف بوم بمساهماته الرائدة في نظرية البرمجة المهيكلة، الرياضيات البنائية، منطق التوليفات، حساب λ، وكذلك في دلالات لغات البرمجة وتنفيذ لغات البرمجة الوظيفية.

## التعليم والمسيرة
أكمل بوم دراسته في سويسرا قبل أن ينتقل إلى إيطاليا ليبدأ مسيرته الأكاديمية في جامعة روما. ساهم بشكل بارز في تأسيس الدراسات النظرية في علوم الحاسوب في أوروبا، وكان من أوائل الباحثين الذين عملوا على تطوير أدوات لغات البرمجة التي تعتمد على المفاهيم الرياضية الصارمة، لا سيما من خلال الاعتماد على البنية الصارمة في تصميم الشيفرة البرمجية.

## المساهمات العلمية
من أبرز مساهماته:
- أثبت إمكانية تحويل أي برنامج يحتوي على أوامر قفز غير منظم (goto) إلى برنامج مهيكل باستخدام تعليمات تحكم مُنظّمة فقط، وهو ما عُرف لاحقًا باسم "مبرهنة بوم-جاكوبيتي".
- ساهم في تطوير نماذج حسابية باستخدام حساب λ ومنطق التوليفات كأساس لصياغة لغات البرمجة.
- عمل على تصميم وتفسير لغات البرمجة الوظيفية، بما في ذلك تطوير أدوات مترجم مبكر بلغة فورتران.

## الإرث العلمي
كان لبوم تأثير طويل الأمد في مجال علوم الحاسوب النظرية، حيث درّس وأشرف على أجيال من الباحثين في إيطاليا وأوروبا، كما ألهمت أعماله تطوير مناهج تعليمية ومفاهيم في تصميم اللغات البرمجية الحديثة. وقد نُشرت العديد من المقالات التكريمية له في المؤتمرات والمجلات العلمية بعد وفاته.